# زاکسا کیدژیرژن کوژله
زاکسا کیدژیرژن کوژله (لهستانی: ZAKSA Kędzierzyn-Koźle) یک باشگاه والیبال مستقر در لهستان است که در پلاس لیگا حضور دارد.
زاکسا سه فصل متوالی قهرمان لیگ قهرمانان والیبال اروپا شد. 